# 제16회 세자르상
제16회 세자르상의 시상식에 관한 내용이다.

## 수상 및 후보

### 작품상
- 시라노 - 장-폴 라프노 수상

### 감독상
- 사랑한다면 이들처럼 - 빠트리스 르꽁트

### 남우주연상
- 사랑한다면 이들처럼 - 장 로슈포르

### 각본상
- 사랑한다면 이들처럼 - 빠트리스 르꽁트

### 촬영상
- 사랑한다면 이들처럼 - 에두아르도 세라

### 편집상
- 사랑한다면 이들처럼 - 조엘 하크

## 같이 보기
- 제63회 아카데미상
- 제44회 영국 아카데미 영화상